# Corky Hale
Corky Hale  (* 3. Juli 1936 in Freeport (Illinois) als Merrilyn Hecht) ist eine amerikanische Jazzmusikerin (Harfe, Piano, Gesang), die sich auch dem Easy Listening zuwendete und als Theaterproduzentin tätig war. Als Harfenistin entwickelte sie einen außergewöhnlich modernen Zugang.

## Leben und Wirken
Hale begann im Alter von drei Jahren mit dem Klavierspiel und wurde ab dem siebten Lebensjahr am Konservatorium von Chicago ausgebildet, wo sie auch die Konzertharfe erlernte. Während ihrer Zeit auf dem Stephens College entschied sie sich, als Musikerin nach Hollywood zu gehen; sie trat 1950 im Fernsehen in der Freddy Martin Show. auf. Sie arbeitete bald (vier Jahre lang) in der Fernsehshow von Liberace; in der Folge begleitete sie Harry James, um dann mit Frank Sinatra, Nat King Cole, Elkie Brooks und (als Pianistin) mit Billie Holiday, Clark Terry, Doc Severinsen und Mel Tormé zu arbeiten. 
Seit 1956 legte sie Alben unter eigenem Namen vor und gehörte zu den Wegbereiterinnen der Jazzharfe. Als Sängerin war sie auch für die Orchester von Ray Anthony und Jerry Gray tätig. Im Lauf ihrer weiteren Karriere trat sie auch mit Buddy Collette,  Barbra Streisand, Tony Bennett, James Brown, George Michael und Björk auf und war als Studiomusikerin an Aufnahmen von Peggy Lee, Ella Fitzgerald, Anita O’Day, Kitty White, Judy Collins oder Wade Marcus beteiligt. 2007 konzertierte sie als Pianistin in der Carnegie Hall mit dem New York Pops Orchestra.
Hale war auch als Produzentin von Theaterstücken wie Give 'Em Hell, Harry (mit Jason Alexander) und Lullaby of Broadway (über Al Dubin) tätig. Seit 1970 ist sie mit Mike Stoller verheiratet. 2008 war sie Jurorin bei den World Soundtrack Awards, die im Rahmen des Internationalen Filmfestivals in Gent verliehen werden.

## Diskographische Hinweise
- Gene Norman Presents Corky Hale (1956, mit Buddy Collette, Howard Roberts, Larry Bunker und Red Mitchell)
- Plays George Gershwin & Vernon Duke
- Harp Beat
- Corky (1998, mit den Orchestern von Don Bagley und Jimmy Haskell)
- I ’m Glad There Is You (2009, mit Sally Kellerman, Freda Payne, Ariana Savalas, Tricia Tahara, Brenna Whitaker)

## Lexikalische Einträge
- Leonard Feather, Ira Gitler: The Biographical Encyclopedia of Jazz. Oxford University Press, New York 1999, ISBN 0-19-532000-X.